# Provincia Settentrionale (Ruanda)
La provincia Settentrionale (ufficialmente Intara y'Amajyaruguru in kinyarwanda e province du Nord in francese) è una delle cinque province del Ruanda. La provincia è stata istituita il 1º gennaio 2006, accorpando le precedenti province di Ruhengeri e Byumba e alcune regioni della parte settentrionale della provincia di Kigali Rurale.

## Geografia antropica

### Suddivisioni amministrative
La provincia è suddivisa in 5 distretti:
- Burera
- Gakenke
- Gicumbi
- Musanze (Ruhengeri)
- Rulindo